# Anexión de Hyderabad
La anexión de Hyderabad (nombre en clave Operación Polo) fue una operación militar lanzada en septiembre de 1948 que resultó en la anexión del estado principesco de Hyderabad por parte de la India, lo que se denominó una "acción policial".
Tras la partición de la India en 1947, los Estados principescos de la India, que en principio gozaban de autogobierno dentro de sus territorios, estaban sujetos a alianzas subsidiarias con el Reino Unido, lo que les otorgaba el control de las relaciones exteriores. Con la Ley de Independencia de la India de 1947, el Reino Unido abandonó todas estas alianzas, dejando a los Estados la opción de optar por la independencia total. Sin embargo, para 1948, casi todos se habían adherido a la India o a Pakistán. Una excepción importante fue la del principado más rico y poderoso, Hyderabad, donde el Nizam, mir Osman Ali Khan, Asaf Jah VII, gobernante musulmán que presidía una población mayoritariamente hindú, optó por la independencia y esperaba mantenerla con un ejército irregular.: 224  El Nizam también se vio asediado por la rebelión de Telangana, que no pudo aplastar.: 224 
En noviembre de 1947, Hyderabad firmó un acuerdo de statu quo con la Unión de la India, manteniendo todos los acuerdos anteriores, excepto el estacionamiento de tropas indias en el estado. India consideraba que el establecimiento de un estado comunista en Hyderabad representaría una amenaza para el país. El poder de Nizam se había debilitado debido a la rebelión de Telangana, a la que no pudo sofocar. Los Razakars intentaron asegurar el mantenimiento del poder de Nizam, pero no lo lograron. El 7 de septiembre, Jawaharlal Nehru dio un ultimátum a Nizam, exigiendo la prohibición de los Razakars y el regreso de las tropas indias a Secunderabad. La India invadió el estado el 13 de septiembre de 1948, tras un bloqueo económico paralizante y múltiples intentos de desestabilizarlo mediante interrupciones en el ferrocarril, bombardeos de edificios gubernamentales y ataques a aldeas fronterizas. Tras la derrota de los Razakars, el Nizam firmó un instrumento de adhesión, uniéndose a la India.
La operación provocó violencia masiva en las comunidades, en ocasiones perpetrada por el Ejército de la India. El Comité Sunderlal, designado por el primer ministro indio Jawaharlal Nehru, concluyó que entre 30.000 y 40.000 personas habían muerto en total en el estado, en un informe que no se publicó hasta 2013. Otros observadores responsables estimaron que el número de muertos fue de 200.000 o más.

## Historia
El Estado de Hyderabad, ubicado en su mayor parte de la meseta de Decán en la India meridional, fue establecido en 1724 por Nizam-ul-Mulk Asif Jha después del colapso del Imperio mogol. Como fue el caso en varios estados reales de la India, el Nizam era Musulmán, mientras que la mayoría de la población era hindú. En 1798, Hyderabad se convirtió en el primer estado real indio en acceder a la protección británica bajo la política de Alianzas Subsidiarias de Arthur Wellesley. Cuando los británicos finalmente se apartaron del subcontinente de India en 1947, ofrecieron a los diferentes estados principescos del sub-continente la opción de incorporarse a India o a Pakistán, o quedarse como un estado independiente.
El Estado de Hyderabad bajo la dirección de Mir Usman Ali, era el estado más grande y más pintoresco de la India. Cubría 214,190 km² del territorio bastante homogéneo y era integrado por una población de aproximadamente 16.34 millones de personas (según el censo de 1941) de cual la mayoría (el 85%) era hindú. El Estado de Hyderabad tenía su propio ejército, línea aérea, sistema de telecomunicaciones, red ferroviaria, sistema postal, y servicios de radiodifusión. 
Fue en este contexto que el Nizam, en ese entonces el hombre más rico del mundo, deseaba mantener la independencia de su estado. Los indios sin embargo, se mostraron cautelosos de tener un estado - y posiblemente hostil - independiente en el corazón de su territorio, y se decidieron a asimilar Hyderabad en la Unión India, de la misma manera que los otros 565 estados reales que ya se habían adherido.